# Dominique Barthassat
Dominique Barthassat, né en 1960 à Genève, est un compositeur et pianiste suisse.

## Biographie
Dominique Barthassat suit des études musicales classiques au conservatoire de musique de Genève. Dès 1988, il étudie à Paris la composition assistée par ordinateur dans les Ateliers UPIC de Iannis Xenakis. En 1996, il participe à un stage à l’IRCAM avec Marco Stroppa. 
Il développe une expression musicale multiforme, en relation avec l'architecture, le design, les arts plastiques, le cinéma, le théâtre et la danse.

### Compositeur et architecte sonore
Dominique Barthassat élabore sa propre conception de la mise en espace du son et de la musique. Son approche spécifique de l'Architecture sonore est présentée en première mondiale à Genève en 1999, à l'occasion du ITU Telecom World (en).
Dès lors, dans le cadre de festivals de musique et d'événements culturels, Dominique Barthassat est invité en qualité d'architecte sonore à « envelopper » de ses sonorités des bâtiments comme le Musée d'histoire des sciences de la Ville de Genève à Genève, des monuments historiques tels que la Vieille Charité à Marseille, ou encore à créer un parcours culturel et touristique sensoriel sur des sites du patrimoine industriel et paysager du Val-de-Travers.
Par l'intermédiaire du design sonore et de la spatialisation sonore, Dominique Barthassat réalise des « décors acoustiques spatialisés » et des « scénographies sonores » pour des spectacles de danse et de théâtre, ainsi que pour illustrer différentes thématiques d'expositions. Dès 1997, il collabore avec plusieurs musées dont le musée de la Mode à Marseille, le musée d'histoire naturelle de Fribourg et le musée d'ethnographie de Neuchâtel.
Dominique Barthassat est aussi l'auteur de plusieurs pièces pour instruments, voix et électroacoustique.

### Pianiste
Au piano, Dominique Barthassat interprète ses propres compositions en dialogue avec ses architectures sonores in situ, lors de concerts en solo ou accompagné de musiciens, de chanteurs ou encore de performeurs[réf. nécessaire].
En 2000, alors compositeur en résidence de la Biennale Musiques en scène à Lyon, il présente « Paracelsica », un concert accompagnant le rituel d'un maître de Kyudo dans l'architecture sonore réalisée pour l'Église du Bon-Pasteur de Lyon. Au Musée valencien d'ethnologie en 2014, il crée sa « Suite Himalaya » en écho avec la pratique d'un yogi.
Le pianiste explore par ailleurs différentes cultures et traditions musicales. En 1997, il donne un premier concert-fusion dans les jardins du Parlement de l'Inde à New Delhi, en compagnie du joueur de Sarod, Amaan Ali Khan (en) et du maître de Tabla, Shafaat Ahmed Khan (en).  Puis il enregistre l'album « Orient-Occident », distribué en Inde par Music Today, avec ces mêmes musiciens.
Il poursuit ces échanges culturels dans différentes configurations entre Genève, Jaipur et New Delhi, et crée sa « Suite Indienne » pour piano et Architecture sonore au India Habitat Centre (en) en 2014.

### Dispositifs sonores scénographiques
Dominique Barthassat conçoit des installations qui associent le son à la plasticité et à la polysensorialité[réf. nécessaire]. À ce titre, il habille le hall du Vigyan Bhavan (en) de deux Mandalas sonores mêlant musique et senteurs, lors d'une conférence de l'Union interparlementaire à New Delhi en 1997 ; et installe en 2001 une Rose-des-vents sonore sur la Jetée des Pâquis à Genève[réf. nécessaire].

## Pédagogie
Auteur d'une pédagogie musicale multidimensionnelle, Dominique Barthassat fonde le CEM-Centre d'exploration musicale à Genève en 1987. Il enseigne ses techniques dans un dispositif scénique modulable et interactif qu'il a conçu pour dynamiser l'apprentissage musical en faisant recours aux nouvelles technologie.
Sa démarche pédagogique novatrice, qui intègre une dimension performante inspirée du sport et des arts martiaux, a été présentée dans le cadre de séminaires de la Faculté de psychologie et des sciences de l’éducation de l'université de Genève et dans des contextes éducatifs et culturels, tels qu'au Centre national d'art contemporain de Grenoble.
À l'occasion de workshops itinérants, Dominique Barthassat crée des passerelles avec d'autres disciplines (science, arts visuels) et identités culturelles.

## Œuvres

### Compositions pour voix, instruments et électroacoustique
- No'si volta chi a stella è fisso, pour mezzo-soprano, piano, guitare basse électrique, percussion et électroacoustique (1988)
- Éphémérides, pour mezzo-soprano, piano, guitare basse électrique et électroacoustique (1989)
- Anello d'Oro, parcours lyrique pour mezzo-soprano, baryton-basse, piano, synthétiseur, harpe, violon électrique, percussions et électroacoustique (1991)
- La Messe sur le monde, sur le texte de Pierre Teilhard de Chardin, pour récitant, piano et Architecture sonore (2003)
- Epsilon, suite espagnole, sur des poèmes de Federico García Lorca et de Pablo Neruda, pour voix soprano, piano, guitare et Architecture sonore (2011)
- Suite Himalaya, pour piano concertant et Architecture sonore (2014)
- Suite indienne, pour piano concertant et Architecture sonore (2014)
- Nocturnes, sur des textes poétiques de Catherine-France Borrini, pour récitante et architecture sonore (2015)

### Design sonore, Architectures sonoresin situ
- Transversales, environnements sonores, Musée Ariana, Genève (1993)
- Tree's song, environnement sonore pour un cèdre du Liban, exposition internationale « Dialogues de paix », Parc du Palais des Nations, Genève (1995)
- Mandalas sonores, dispositifs sonores polysensoriels, Musée d'art et d'histoire de Genève (1998)
- Écliptique, enveloppe sonore de la Vieille Charité, Festival international Les Musiques'99 - Centre national de création musicale, Centre National de Création Musicale, Marseille (1999)
- Icône Sonore, Acoustic Design et Architectures sonores (première mondiale), World Telecom Internet Days, Telecom 99, Palexpo, Genève (1999)
- Le Cosmographe, décor sonore, exposition «Himalaya» (collection du royaume du Bhoutan), musée d'ethnographie de Neuchâtel (1999-2012)
- Paracelsica, architectures sonores pour l’Église du Bon-Pasteur, (création mondiale), Festival Musiques en scène, Centre national de création musicale, Lyon (2000)
- Étoile sonore, architecture sonore et instrument de navigation sonore, Jetée des Pâquis, Genève (2001)
- Architectures sonores (intérieur-extérieur), musée d'histoire des sciences, Genève (2002)
- Opus de Travers, 9 Architectures sonores pour le parcours culturel et touristique «Voyage au pays des fées», Val-de-Travers, Neuchâtel (2002-2007)
- Himalaya, paysage sonore spatialisé, exposition « Himàlaia:Visions de l'Alteritat a les col·leccions del MEN », Museu Valencià d'Etnologia (2014)

### Musiques de films et de documentaires
- Mike's Brother de Michel Barthassat et Corinne Diserens, 1988
- La Bonne fessée de Sophie Poignon et Denis Gueguin, 1990
- Yvonne Bovard, déportée en Sibérie de Daniel Künzi, 1998
- Un Suisse à part, Georges-Henri Pointet de Daniel Künzi, 2000